# Aitutaki
Aitutaki (tradizionalmente nota anche come Araʻura e Utataki) è un atollo corallino situato a 235 km a nord est di Rarotonga, la più grande delle Isole Cook. Costituita da altre 15 isolette, definite motu, collocate nella laguna adiacente all'isola principale, con una superficie totale di 18,05 km2, ai quali si aggiungono tra i 50 e i 74 km2 della laguna, Aitutaki è la seconda isola per numero di popolazione delle Isole Cook, con 1 782 abitanti censiti al 2021.
Meta turistica di pregio, è nota per i motu lussureggianti e le spiagge coralline. È possibile raggiungerla per via aerea tramite il piccolo aeroporto costruito dagli statunitensi durante l'ultima guerra mondiale.
La barriera corallina ha una pass tortuosa ma navigabile che permette l'attracco a natanti di media grandezza.

## Storia
I polinesiani si stabilirono per la prima volta a Aitutaki tra il 1225 e il 1430. Durante la loro permanenza hanno comunque continuato a effettuare viaggi su un'ampia area, in quanto dalla fonte geochimica rinvenuta sulle punte delle asce di basalto trovate sull'isola sono state trovate tracce delle Samoa e delle Isole della Società. Secondo la tradizione orale, l'isola è stata denominata così da Te Erui, il quale la sollevò dall'oceano dopo aver viaggiato da Avaiki. Altri racconti della tradizione, invece, citano nomi di altri uomini in qualità di prima persona ad essersi stabilita sull'isola, tra cui Ru, Te Munakorero, Kai, Ui-tario o Ruatapu.

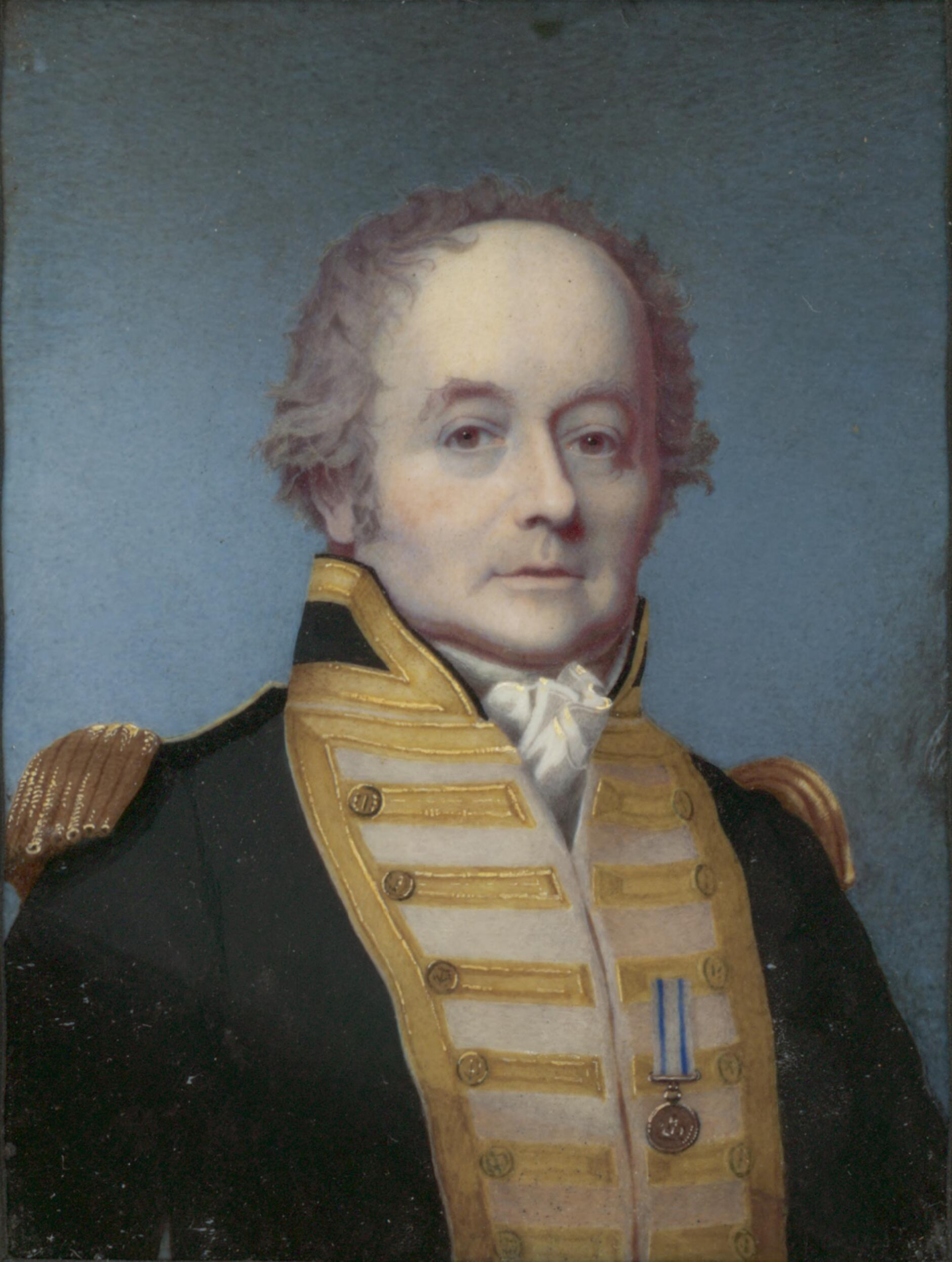
Il comandante della HMS Bounty William Bligh, il primo europeo ad approdare a Aitutaki.

Il primo contatto con l'Europa di cui vi è traccia fu con il Capitano William Bligh e il suo equipaggio, i quali arrivano a bordo della HMS Bounty l'11 aprile 1789, poco prima del famigerato ammutinamento.
Aitutaki fu la prima delle Isole Cook a praticare il Cristianesimo, dopo che venne introdotto nel 1821 dal missionario della London Missionary Society John Williams. Nel 1823, infatti, venne eretta a Arutanga la primissima chiesa del Paese, fatta di roccia corallina calcarea e costruita da Papeiha e Vahapata, due adepti di Williams, nota con il nome di Cook Islands Christian Church.
L'8 e 9 ottobre del 1900, vennero firmati dai vari capi e dal popolo sette atti di cessione di Rarotonga e delle altre isole e, a seguito di un Proclama britannico che sanciva la cessione delle isole, le Isole Cook divennero parte del dominio della corona britannica. Questi atti, però, non includevano la cessione dell'isola di Aitutaki, in quanto la corona era incerta circa il controllo dell'isola, nonostante i suoi abitanti si consideravano sudditi della corona. Con un Proclama datato 9 ottobre 1900, l'isola di Aitutaki venne annessa ai domini della corona, diventando l'unica delle isole Cook ad essere annessa piuttosto che ceduta.
Durante gli anni '50 la laguna di Aitutaki venne utilizzata come luogo di scalo per gli idrovolanti della Tasman Empire Airways, antenata dell'attuale compagnia di bandiera Air New Zealand. Lo scalo faceva parte della famosa Coral Route e prevedeva una sosta di un paio d'ore sull'isolotto di Akaiami, dove i passeggeri attendevano che l'idrovolante completasse il rifornimento. Il servizio cessò il 14 settembre 1960 e l'unica testimonianza ancora esistente sono i resti del molo di attracco costruito appositamente sull'isolotto di Akaiami. L'idrovolante Aranui, un tempo facente parte della flotta che effettuava la Coral Route, è attualmente in esposizione presso il Museo del Trasporto e della Tecnologia di Auckland.
La coltivazione commerciale delle banane venne introdotta sull'isola alla fine degli anni '60 ma subì un rapido declino a causa dei danni causati dal vento, dai prezzi bassi e dalle spedizioni inadeguate. L'industria riscoprì un periodo di crescita verso la fine degli anni '70 ma collassò durante la metà degli anni '80 quando la Nuova Zelanda adottò le politiche economiche di Roger Douglas, allora ministro delle Finanze, note comunemente come Rogernomics, il quale aveva rimosso l'accesso ai mercati privilegiati. Il boom turistico è iniziato nei primi anni '90, con più di 10 000 turisti registrati nel 1994.
Il 10 e 11 febbraio 2010, Aitutaki è stata colpita dal Ciclone Pat. I forti venti della tempesta distrussero i tetti della maggior parte delle abitazioni, danneggiando anche una scuola e un ospedale. Almeno il 60% delle abitazioni è stato danneggiato dalla tempesta. Fortunatamente non vi furono decessi segnalati ma solamente diversi feriti lievi. Sostegni umani e monetari, per un valore di oltre NZD 200 000,00, furono immediatamente inviati dal governo neozelandese.
Nel giugno 2010, Tony Wheeler, fondatore della Lonely Planet, ha nominato Aitutaki "l'isola più bella del mondo", mentre nel 2022 lo stesso ha posizionato Aitutaki al primo posto tra le destinazioni di viaggio più ambite nominandolo "Paese numero uno da visitare".

## Geografia fisica

### Territorio
Aiutaki viene a volte definito uno "pseudo atollo" per via del fatto che è costituito da una laguna all'interno di un atollo circostante, con una significante area di terra emersa su un lato. La sua altitudine massima è di 123 m s.l.m., con il punto più alto identificato nella collina nota come Maunga Pu. La superficie dell'atollo è di 18,05 km2, dei quali l'isola principale ne occupa 16,8 km2. La Penisola di Ootu, che spoge verso est dall'isola principale in direzione sud lungo il bordo orientale della barriera corallina, si estende per 1.75 km2 fuori l'isola principale. Per quanto riguarda la laguna, si stima un'estensione tra i 50 e i 74 km2. Le misurazioni delle immagini satellitari suggeriscono che il dato che considera la superficie maggiore della laguna includa anche la barriera corallina, la quale comunemente non viene considerata parte di una laguna.
La barriera corallina presente a Aitutaki ha più o meno una forma di un triangolo equilatero, con lati lunghi 12 km. Il bordo meridionale del triangolo è quasi totalmente sommerso dall'oceano, mentre il lato orientale è composto da una serie di piccole isole tra cui Mangere, Akaiami e Tekopua.

Al lato occidentale dell'atollo è presente un passaggio per le barche attraverso la barriera corallina, che consente l'ancoraggio vicino alla riva di Arutunga. Nel lato meridionale è presente un piccolo spacco che consente l'accesso alla laguna a imbarcazioni di dimensioni ridotte. Il fertile suolo vulcanico permette la coltivazione di frutti tropicali e verdura. Due dei 15 motu dell'isola di Aitutaki sono di origine vulcanica, mentre i restanti 13 sono composti principalmente di corallo.

## Società

### Evoluzione demografica
Il censimento della popolazione di tutte le isole facenti parte le Cook viene effettuato con cadenza quinquennale da parte dell'Ufficio Statistiche delle Isole Cook, divisione del Ministero della Finanza e della gestione economica. È la fonte primaria di informazioni sulle dimensioni, la composizione, la distribuzione, le attività economiche e lo stato di benessere della popolazione dello Stato ed ha la denominazione ufficiale di Census of Population and Dwellings in quanto si occupa di censire non solo gli abitanti residenti ma anche le loro abitazioni. In base all'ultimo censimento disponibile, risalente al 2021, gli abitanti di Aitutaki sono pari a 1 782.
Abitanti censiti (migliaia)

## Geografia antropica

### Suddivisioni amministrative

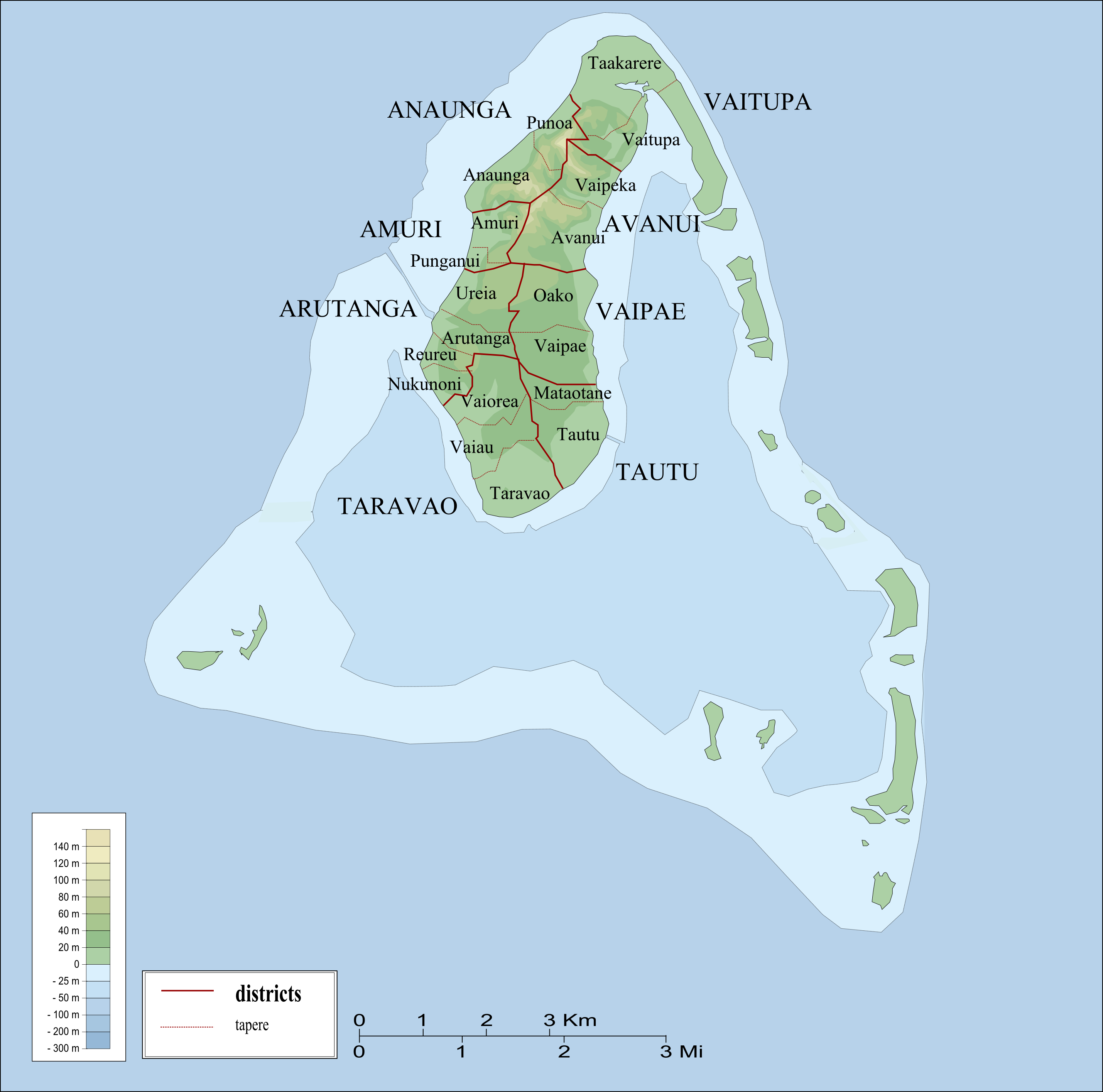
Distretti e tapere di Aitutaki

In base alla Costituzione, Aitutaki è suddivisa in 8 distretti, i quali a loro volta sono suddivisi in 19 tapere, unità amministrativa di terzo livello, che può corrispondere ad un villaggio o ad una parte di un grande villaggio, governato da un capo distretto o pava e guidato da un mataiapo (un capo di grande territorio) o da un ariki (un grande capo, capo tribù).
Di seguito la suddivisione in distretti e tapere:
- Distretto di Amuri 
  - Tapere di Amuri
  - Tapere di Punganui
- Distretto di Anaunga
  - Tapere di Anaunga
  - Tapere di Punoa
- Distretto di Arutanga 
  - Tapere di Arutanga
  - Tapere di Reureu
  - Tapere di Nukunoni
  - Tapere di Ureia
- Distretto di Avanui
  - Tapere di Avanui
  - Tapere di Vaipeka
- Distretto di Taravao
  - Tapere di Taravao
  - Tapere di Vaiau
  - Tapere di Vaiorea
- Distretto di Tautu
  - Tapere di Mataotane
  - Tapere di Tautu
- Distretto di Vaipae
  - Tapere di Oako
  - Tapere di Vaipae
- Distretto di Vaitupa
  - Tapere di Taakarere
  - Tapere di Vaitupa

### Isole minori

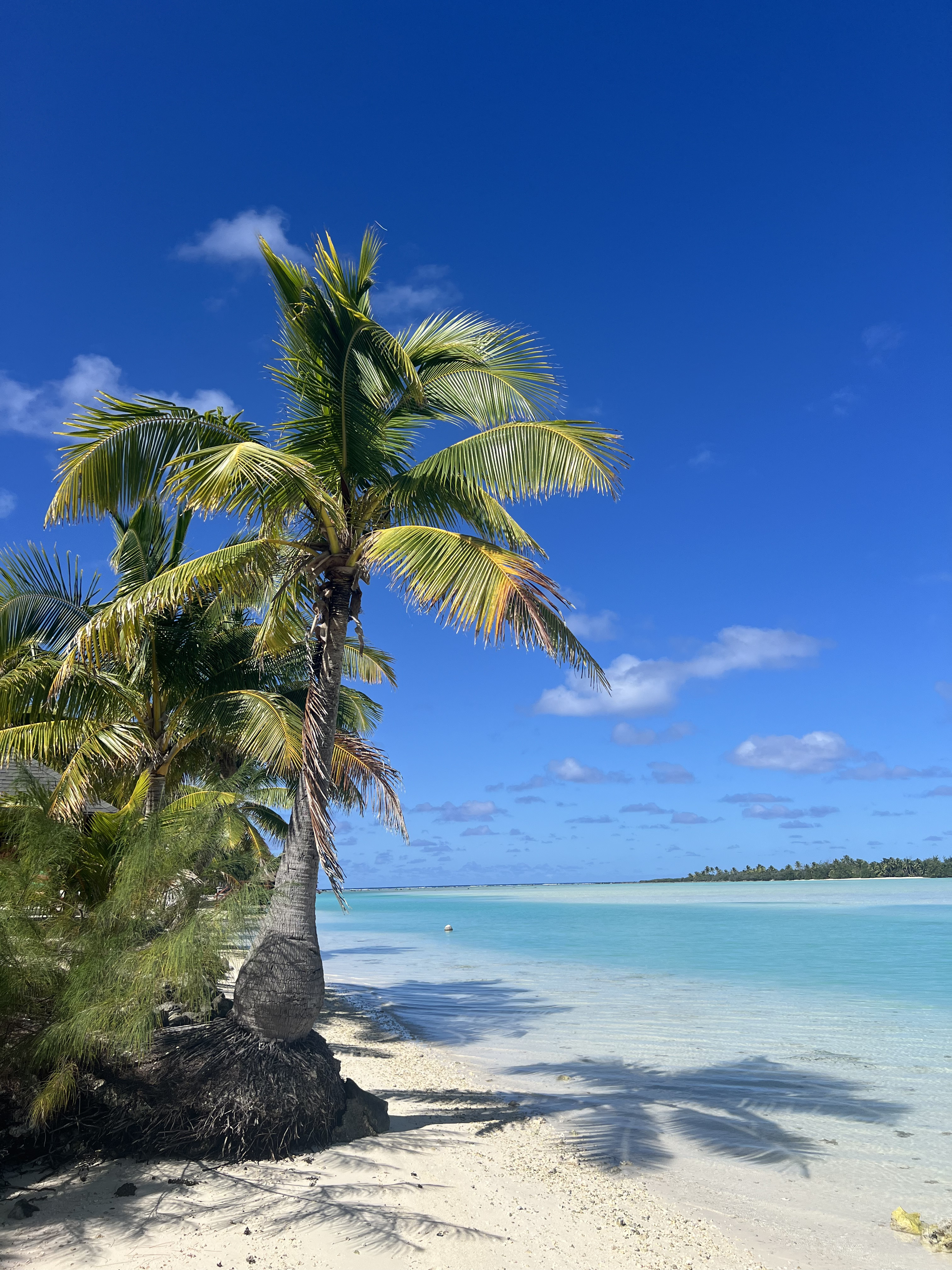
Spiaggia sul motu di Akitua, con alcune piante di cocos nucifera.

Taupaetai, meglio nota ai turisti come One Foot Island, è una piccola isoletta nella parte sud-est dell'atollo, considerata la principale attrazione turistica di Aitutaki. È considerata come il punto che offre le migliori viste dell'isola e, a seconda delle maree, è possibile camminare su un banco di sabbia discretamente distante dall'isola. Al World Travel Awards del 2008, tenutosi a Sydney, la One Foot Island ha ricevuto il premio di Australasia's Leading Island.
La penisola di Ootu è una formazione corallina ma, rimanendo attaccata all'isola principale, viene classificata come penisola. Se fosse un'isola sarebbe la più grande delle isole minori. La penisola di Ootu rientra nel tapere e distretto di Vaitupa.

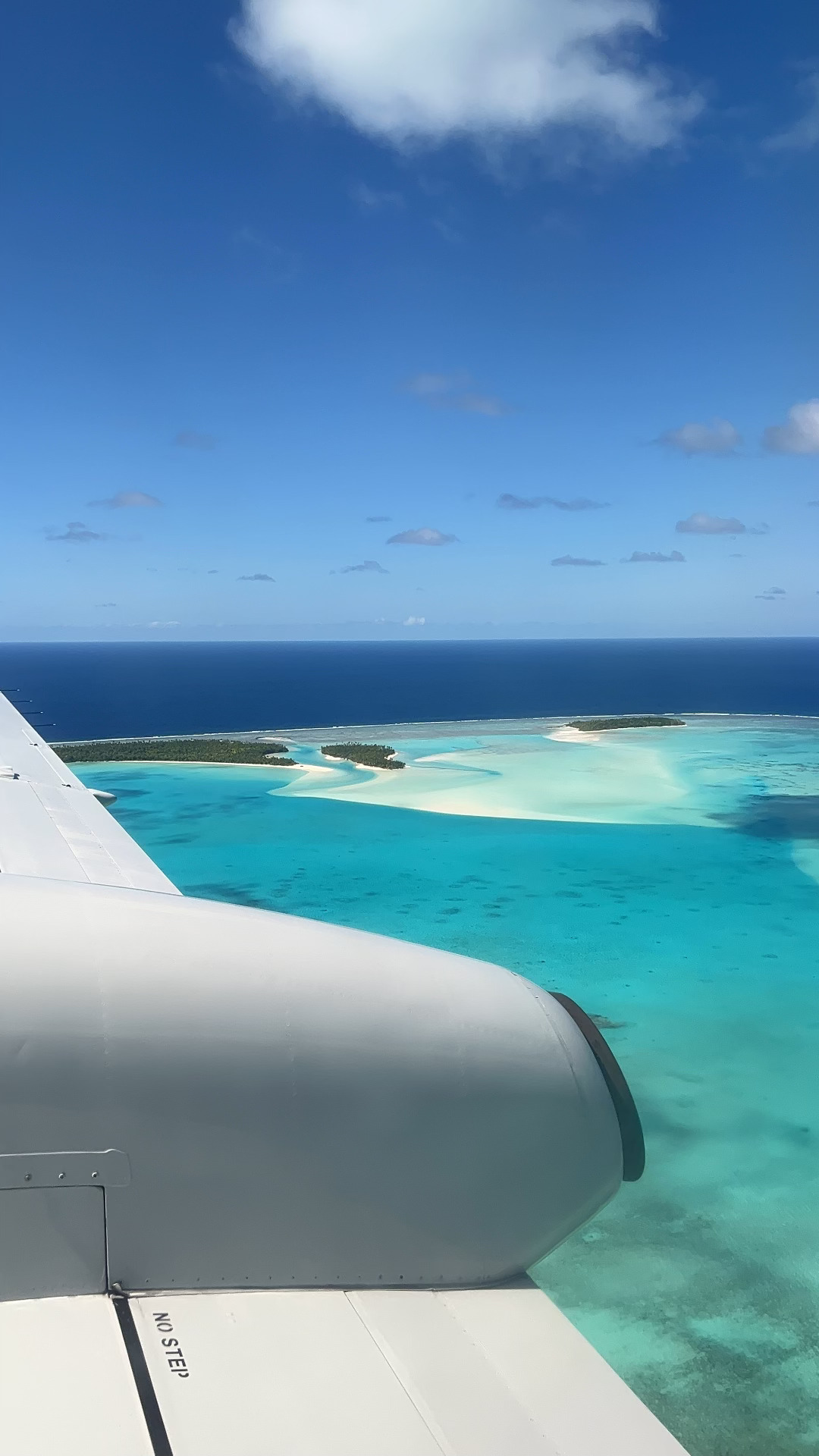
Panorama della laguna di Aiutaki visto da un aereo. In lontananza è possibile vedere, da sinistra verso destra, rispettivamente i motu di Tekopua, Tapuaetai (One Foot Island) e Motukitiu.

     isola vulcanica
     motu
     isola corallina
| Isola                       | Classificazione            | Superficie | Superficie | Coordinate             |
| Isola                       | Classificazione            | (ha)       | (ac)       | Coordinate             |
| --------------------------- | -------------------------- | ---------- | ---------- | ---------------------- |
| Aitutaki                    | principale isola vulcanica | 16 800     | 42 000     | 18°51′32″S 159°47′01″W |
| Ootu                        | motu penisola              | 175        | 430        |                        |
| Akitua                      | motu                       | 14,86      | 36,7       | 18°51′00″S 159°45′25″W |
| Angarei                     | motu                       | 13,07      | 32,3       | 18°51′25″S 159°45′12″W |
| Ee (Niura)                  | motu                       | 29,21      | 72,2       |                        |
| Mangere                     | motu                       | 8,54       | 21,1       |                        |
| Papau                       | motu                       | 5,26       | 13,0       |                        |
| Tavaerua Iti                | motu                       | 4,12       | 10,2       |                        |
| Tavaerua                    | motu                       | 12,47      | 30,8       |                        |
| Akaiami                     | motu                       | 41,91      | 103,6      |                        |
| Muritapua                   | motu                       | 4,04       | 10,0       |                        |
| Tekopua                     | motu                       | 71,29      | 176,2      |                        |
| Tapuaetai (One Foot Island) | motu                       | 5,96       | 14,7       |                        |
| Tapuaeta                    | corallina                  | 0,95       | 2,3        |                        |
| Motukitiu                   | motu                       | 11,47      | 28,3       |                        |
| Moturakau                   | vulcanica                  | 3,86       | 9,5        |                        |
| Rapota                      | vulcanica                  | 3,1        | 7,7        |                        |
| Maina                       | corallina                  | 16,96      | 41,9       |                        |
| Atollo di Aitutaki          | pseudo atollo              | 18 050     | 44 600     |                        |

## Ambiente

### Flora

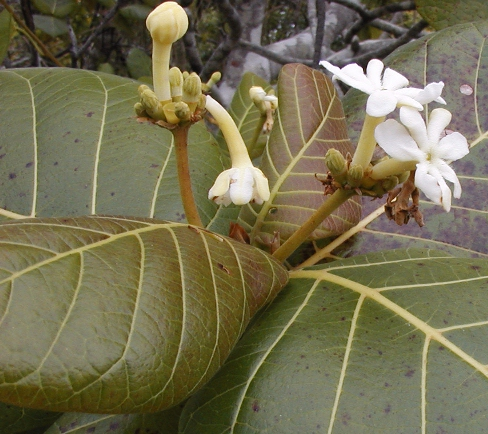
La Guettarda speciosa, un arbusto tipico dell'isola.

La flora di Aitutaki è stata altamente modificata, con poche macchie di foresta nativa degradata presenti vicino la pista d'atterraggio nell'isola principale. L'ecologia dell'isola principale può essere suddivisa in quattro zone. La parte costiera è dominata da Guettarda speciosa, palme da cocco, Hibiscus, Pandanus e Hernandia moerenhoutiana. Nei pendii sono presenti principalmente Hibiscus tiliaceus intervallati da macchie di taro. L'altopiano interno è ampiamente coltivato, con piantagioni di noci di cocco, banane, agrumi e altre piante alimentari, così come vari arbusti decorativi introdotti successivamente. La vegetazione presente sugli altipiani dell'isola venneri estirpati rapidamente durante la Seconda Guerra Mondiale, lasciando attualmente il posto principalmente a prato e piante infestanti. I motu presentano macchie di Pemphis acidula sul lato verso il mare, che si trasforma in macchie di Suriana e foresta di cocco, con le isole vulcaniche rigogliose di foreste di Calophyllum inophyllum che non si trovano sugli altri motu.

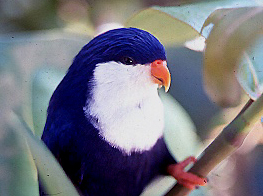
Il lorichetto blu, presente sull'isola di Aitutaki.

### Fauna
Aitutaki ospita diverse specie di uccelli marini e costieri, tra cui il fetonte codarossa, il fetonte codabianca, la sula fosca, la fregata maggiore, la sterna stolida bruna, la sterna stolida nera, la sterna bianca e la garzetta di Reef. Tra gli uccelli di terra sono presenti la maina comune e il lorichetto blu. Quest'ultimi furono gravemente colpiti durante il Ciclone Pat del febbraio 2010, perdendo oltre il 50% della loro popolazione e fondamentalmente tutti i giovani. I resti subfossili mostrano come il lorichetto di Kuhl, la schiribilla fuligginosa e una specie non identificata di Dendrocygna erano tutte presenti sull'isola di Aitutaki prima di scomparire definitivamente. L'isola principale è stata classificata come Important Bird Area (IBA) da parte della BirdLife International in quanto ospita una popolazione di lorichetti blu.

## Cultura

### Educazione
Per quanto riguarda l'istruzione primaria, sull'isola sono presenti due scuole elementari pubbliche (Scuola primaria di Araura e Scuola primaria di Vaitau) e una ecclesiastica (Scuola primaria Tekaaroa). La scuola primaria di Araura è la più grande delle scuole elementari dell'isola, fornendo istruzione alla parte più popolata dell'isola, mentre la scuola primaria di Vaitau serve principalmente i villaggi di Vaipae e Tautu. La scuola primaria Tekaaroa è di proprietà della Chiesa cristiana avventista del settimo giorno e istruisce i figli dei fedeli.
L'Araura College è l'unica scuola superiore presente sull'isola di Aitutaki e fornisce istruzione a circa 200 studenti, con sette anni di istruzioni suddivisi da anno 7 a anno 13.

### Sport
Lo sport nazionale, e il più popolare di tutte le isole Cook, è il rugby a 13. Ad Aitutaki, i più popolari sull'isola sono il rugby a 15 e il netball, seguiti dalla pallavolo. Ci sono quattro club sull'isola, ognuno dei quali presenta una squadra primaria e una di riserva per un totale di otto squadre. I migliori giocatori di ogni squadra vengono selezionati per giocare il derby contro i rivali di Rarotonga.

## Economia
Aitutaki è la seconda destinazione per numero di turisti delle Isole Cook, dopo Rarotonga, con 38 777 visitatori registrati nel 2018. Il turismo, quindi, risulta essere l'industria trainante per l'economia dell'isola, con il 36% della forza lavoro impegnata nella ristorazione e nel settore ricettivo. Il governo è il secondo datore di lavoro più grande, impegnando il 21% della popolazione, mentre il commercio al dettaglio e all'ingrosso ne impiega il 18% e, infine, agricoltura, selvicoltura e pesca con il 6%.
Nel settembre 2020 Aitutaki è stata connessa alla Manatua One Polynesia Fibre Cable, un collegamento sottomarino che fornisce fibra ottica alle isole polinesiane, rendendo Aitutaki la più piccola isola del mondo ad essere connessa in fibra.

## Infrastrutture e trasporti

### Aeroporti

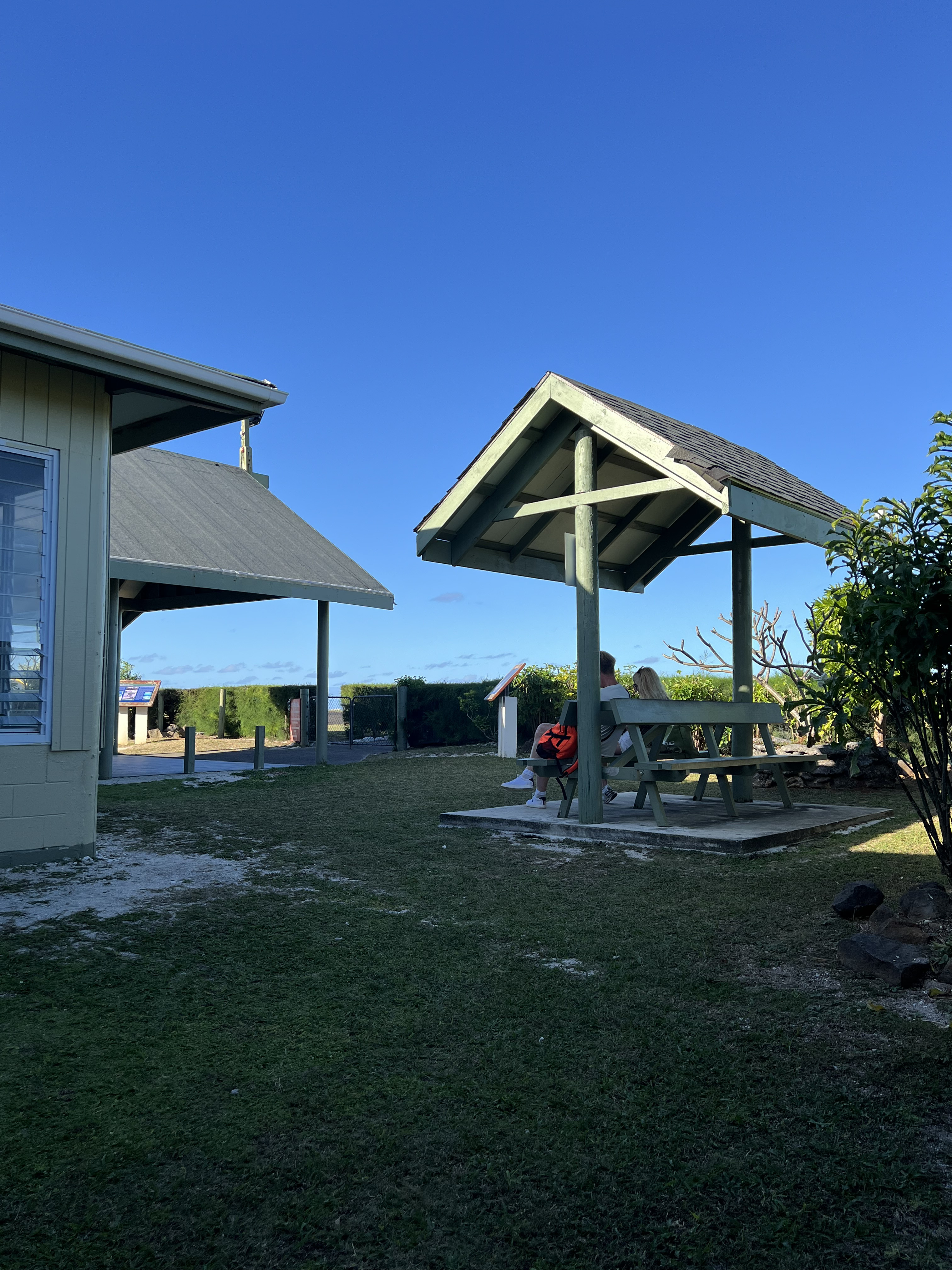
Struttura e sala d'attesa/gate dell'aeroporto di Aitutaki, con il cancello di accesso alle piste e la siepe che delimita la pista all'aeroporto, nell'agosto 2024

L'isola è servita dal piccolo Aeroporto di Aiutaki (IATA: AIT, ICAO: NCAI), che fornisce collegamenti esclusivamente con l'isola di Rarotonga e di Atiu.
L'aeroporto venne costruito dagli Stati Uniti e dalla Nuova Zelanda durante la Seconda Guerra Mondiale. Nel 1942 le forze militari neozelandesi e statunitensi erano di stanza sull'isola. L'azienda di ingegneria statunitense Sverdrup & Parcel, il Ministero dei lavori della Nuova Zelanda, il personale militare statunitense e molti abitanti locali unirono le forze per costruire due piste d'atterraggio, che vennero completate il 14 novembre 1942. Questo aeroporto, insieme a quello sull'isola di Penrhyn, venne usato dagli Alleati durante la Seconda Guerra Mondiale. Il primo aereo ad atterrarci fu un bombardiere leggero statunitense, il 22 novembre 1942.

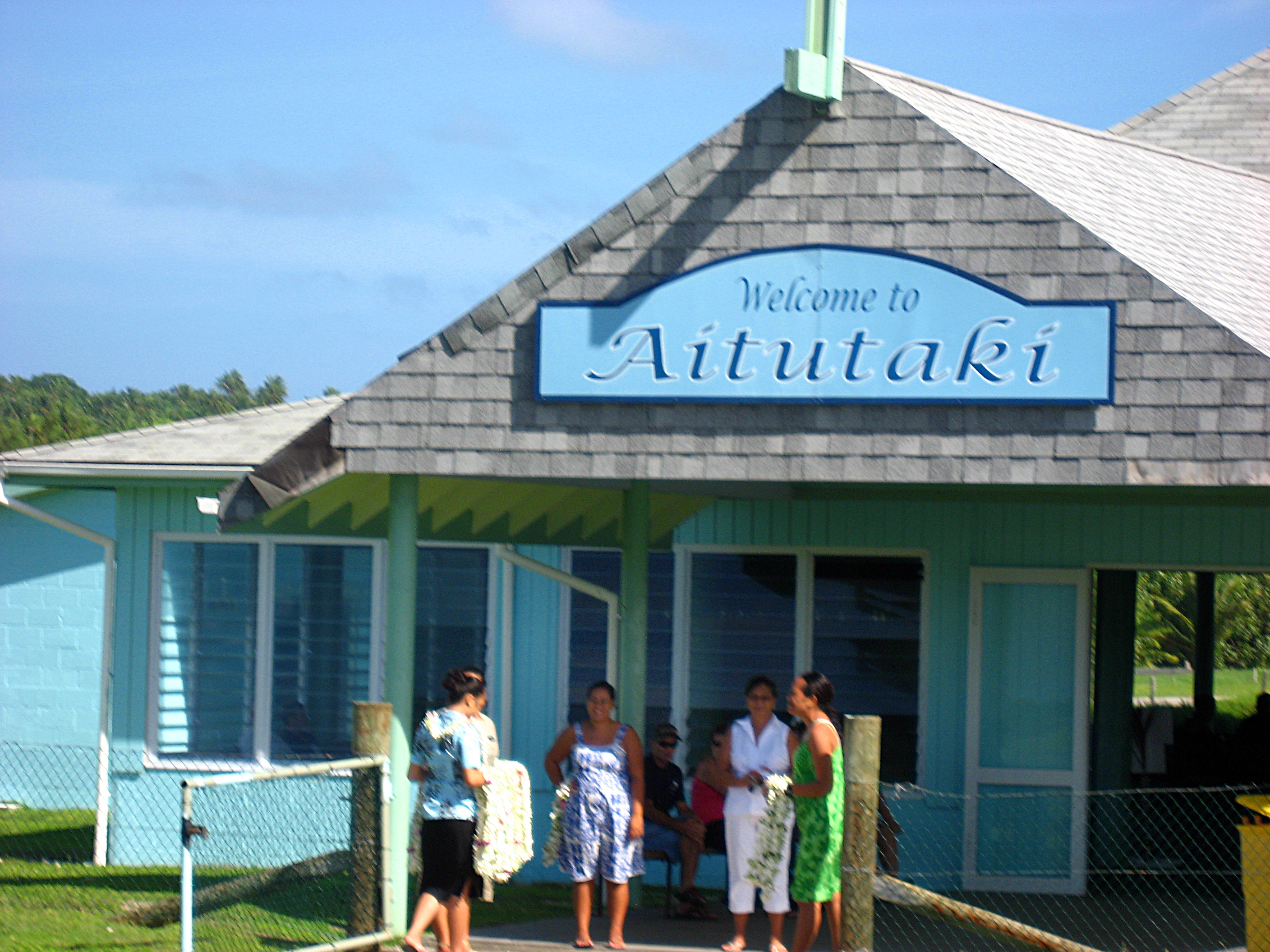
L'aeroporto di Aitutaki, con le persone del posto che accolgono i turisti.

Le condizioni dell'aeroporto e della sua pista non consentivano l'atterraggio da parte degli aeromobili e, per questo motivo, rimase inutilizzato per molto tempo. Fino agli anni '60 Aitutaki era collegata con altre destinazioni internazionali, quali la Nuova Zelanda, le Figi, la Polinesia francese e le Samoa, in quanto tappa rientrante nella Coral Route, una rotta operata dalla Tasman Empire Airways Limited (TEAL), oggi Air New Zealand, utilizzando gli idrovolanti. Nonostante venisse menzionata come tappa integrante della rotta, Aitutaki in realtà fungeva esclusivamente da scalo tecnico per effettuare rifornimento e i passeggeri avevano un paio d'ore a disposizione per potersi rilassare o fare un bagno nella laguna. Il servizio cessò il 14 settembre 1960 e l'unica testimonianza ancora esistente sono i resti del molo di attracco costruito appositamente sull'isolotto di Akaiami. Durante questo periodo, quindi, l'aeroporto di Aitutaki non veniva utilizzato in quanto gli idrovolanti della TEAL atterravano in un molo su uno dei motu dell'isola.
Originariamente dotato di una pista d'atterraggio con superficie corallina, i lavori di asfaltatura vennero ultimati solamente nel 2003. L'aeroporto è composto da un piccolo edificio coperto da un tetto e fondamentalmente senza pareti, con l'accesso alla pista consentito tramite un piccolo cancello e gli ambienti della pista e del terminal separati da una rete in ferro e da alcune siepi. Solitamente, al loro arrivo, i passeggeri vengono accolti al cancello di accesso al terminal da un rappresentante turistico che omaggia gli ospiti con delle collane di fiori e li indirizza ai transfer preposti verso gli alloggi e i resort. L'aeroporto non è dotato di uno spazio per i controlli di sicurezza tramite metal detector i quali, per la precisione, non sono effettuati a nessun passeggero, così come non viene eseguito un controllo passaporti in quanto non necessario visto che i voli effettuati sono solo nazionali.

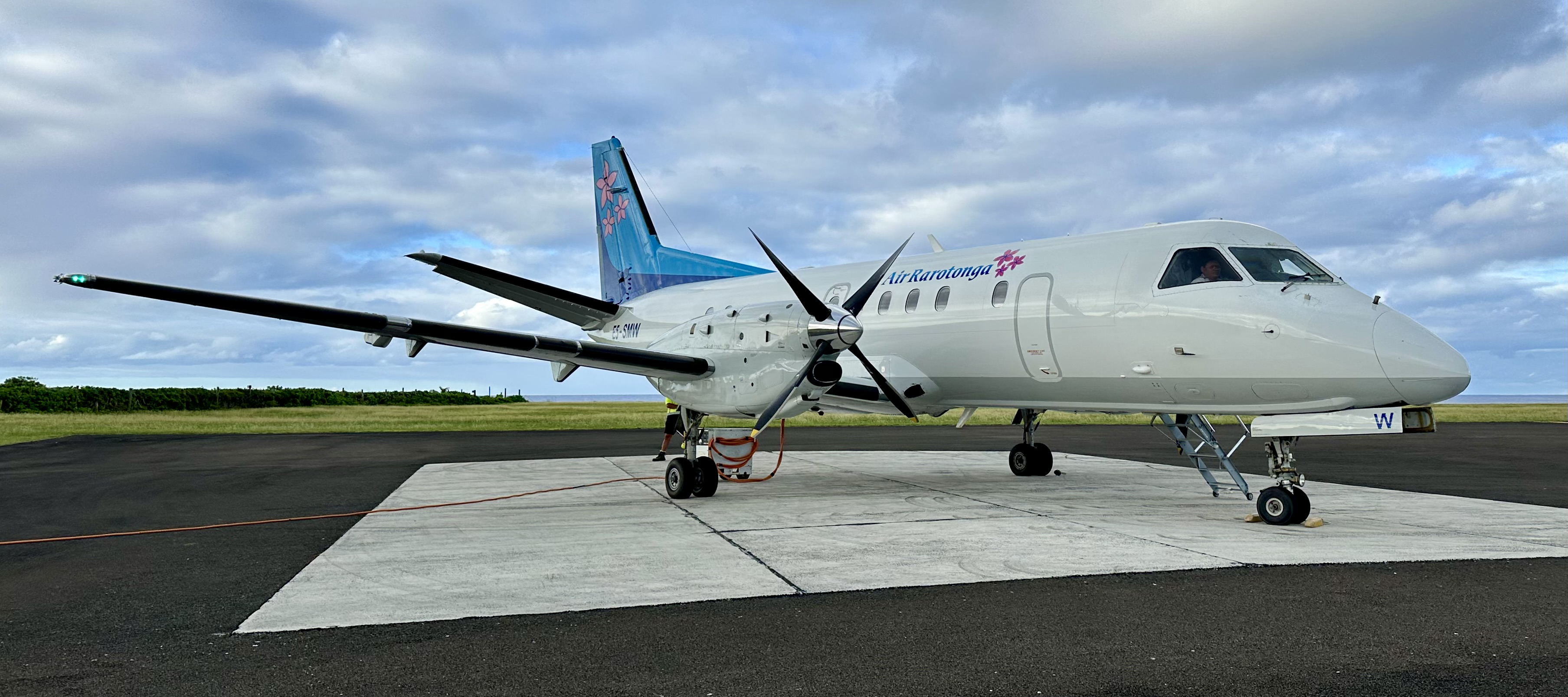
Un Saab 340A della Air Rarotonga all'aeroporto di Aitutaki.

Attualmente l'aeroporto è collegato grazie ai voli offerti dalla Air Rarotonga, compagnia di bandiera delle Isole Cook, alle isole di Rarotonga e Atiu. Il servizio è operato utilizzando aerei modello Saab 340A e Embraer Bandeirante. Air Rarotonga, inoltre, offre tutti i giorni, domenica esclusa, un servizio di tour giornaliero da Rarotonga a Aitutaki, noto come Aitutaki Day Tour, che offre un servizio completo di volo andata e ritorno da e per Rarotonga in combinata con un giro in barca dei motu e delle isole presenti nella laguna, così come diverse attività ricreative per i suoi clienti. Il tour ha un prezzo di NZD 699 a persona, approssimativamente €390, e una durata di 10 ore.

### Porti
L'unico porto presente sull'isola è quello di Arutanga, il quale svolge un ruolo unicamente commerciale. Le forniture di cibo, carburante o altri beni di prima necessità vengono consegnate a Aitutaki con delle navi cargo le quali, per via delle condizioni del fondale corallino del canale che conduce al porto di Arutanga e le ridotte dimensioni dello stesso, sono impossibilitate ad attraccare rimanendo, quindi, fuori la barriera corallina per diversi giorni in attesa che delle chiatte più piccole completino le procedure di consegna sulla terraferma.
Aitutaki si trova in una posizione perfetta per le crociere del Pacifico, in particolare quelle sulla rotta Panama - Vava'u (Tonga) in direzione della Nuova Zelanda. Si stima che annualmente circa 1 000 navi da crociera passino vicino ad Aitutaki, senza però sostarci in quanto non sono in grado di accedere al porto a causa della bassa profondità del canale esistente. Inoltre, le navi da crociera passeggeri sono riluttanti a visitare Aitutaki perché il canale è considerato troppo stretto affinché le barche tender possano trasportare in modo sicuro e confortevole i passeggeri tra la nave e il porto.
Il canale di accesso al porto si è formato naturalmente grazie a un corso d'acqua dolce e, successivamente, modificato dall'esercito americano durante la Seconda Guerra Mondiale. Nel 2011 il Cook Islands Port Authority (CIPA) e il Consiglio dell'Isola di Aitutaki hanno commissionato il piano per lo sviluppo e le migliorie dell'esistente porto di Arutanga, progetto denominato The Orongo Development Masterplan. Il piano prevede lavori di dragaggio per l'accesso in sicurezza di navi cargo e da crociera, rinnovo delle infrastrutture del molo, opere strutturali per rendere il porto adeguato al turismo con annesso sviluppo turistico e commerciale dello stesso.
Nel 2020 è stato varato il Te Papa Tau o Araura, o Piano Aitutaki, rientrante nel più ampio piano a lungo termine The Orongo Development Masterplan, confermando l'interesse verso lo sviluppo dell'isola. Tra le linee d'azione del Piano Aitutaki sono previsti gli interventi per le migliorie del porto di Arutanga, i cui lavori sono stati affidati alla Cook Islands Investment Corporation, in collaborazione con la Cook Islands Port Authority e il Governo locale di Aitutaki. La prima fase prevedeva il dragaggio del canale e i lavori sono stati avviati nel 2021.

### Taxi
È presente un servizio di taxi sull'isola di Aiutaki ma è gestito privatamente dai locali e, differentemente dai taxi della vicina Rarotonga, non fa parte del Cook Islands Taxi Association. Sull'isola sono presenti solamente due compagnie di taxi le quali, però, differentemente dall'utilizzo canonico del taxi in altre parti del mondo, devono essere necessariamente prenotati in anticipo telefonicamente tramite i numeri dedicati. Per cui, non è possibile usufruirne fermando i veicoli per strada. Inoltre, le compagnie non effettuano esclusivamente servizi di trasporto di passeggeri ma organizzano anche tour privati in giro per l'isola. Le compagnie presenti sono denominate Aitutaki Taxi e Kutekute Tours & Transfers.
Similmente ai taxi su strada, sull'isola sono presenti anche dei servizi di water taxi (taxi acqueo) gestiti privatamente. Anche in questo caso, oltre a fornire trasferimenti sui vari motu presenti nella laguna, i water taxi offrono anche opzioni di tour giornalieri privati.